# Berhautia
Berhautia é um género botânico pertencente à família Loranthaceae.

## Espéciess
- Berhautia senegalensis